# Winthemia mediocris
Winthemia mediocris är en tvåvingeart som beskrevs av Hiroshi Shima 1996. Winthemia mediocris ingår i släktet Winthemia och familjen parasitflugor. Inga underarter finns listade i Catalogue of Life.